# Elaphoglossum longipilosum
Elaphoglossum longipilosum är en träjonväxtart som först beskrevs av John T. Mickel, Atehortúa, och fick sitt nu gällande namn av A. Rojas. Elaphoglossum longipilosum ingår i släktet Elaphoglossum och familjen Dryopteridaceae. Inga underarter finns listade.